# Elmo (Missouri)
Elmo – miasto w Stanach Zjednoczonych, w stanie Missouri, w hrabstwie Nodaway.